# Sergi Schaaff i Casals
Sergi Schaaff i Casals   (Barcelona, 17 de juliol de 1937 - Barcelona, 3 de gener de 2023) va ser un realitzador i director de televisió català, que va exercir de director del centre de producció de Televisió Espanyola a Catalunya i de professor a la Universitat Pompeu Fabra. Va ser el pare de la guionista Anaïs Schaaff i de la directora Abigail Schaaff.

## Biografia
Llicenciat en Ciències de la Informació per la Universitat Autònoma de Barcelona, la seva carrera va estar vinculada a Televisió Espanyola (TVE) des dels anys 1960, on va dirigir els espais Aquí el segundo programa (1966) i La carretera es de todos (1967), amb Enrique Rubio, així com algunes de les adaptacions de l'espai dramàtic Novela.
Entrada ja la dècada del 1970, i des dels estudis de Miramar, es va posar al capdavant de nous espais dramàtics com Ficciones (1971), Original (1971) o Teatro Club (1976). També en aquells anys va desenvolupar programes per al circuit català de TVE, com Terra d'escudella (1977) o Festa amb Rosa Maria Sardà (1979). Després del començament de les emissions de Televisió de Catalunya, va rodar per a aquest canal Vídua, però no gaire (1982), amb Àngels Moll, per a tornar després a TVE.
En acabat, va ser nomenat director del centre territorial de TVE Catalunya. A part d'un breu pas per Canal 9 (El show de Joan Monleón, 1989), va ser l'artífex d'alguns dels majors èxits de Televisió Espanyola durant les dècades de 1980 i 1990, amb programes com: Si lo sé no vengo (1985 – 1989), amb Jordi Hurtado; El tiempo es oro (1987-1992), amb Constantino Romero; 3x4 (1988 – 1989) i La luna (1989), tots dos amb Júlia Otero; La vida es juego (1992-1994), amb Constantino Romero; Ruta Quetzal (1993), amb Miguel de la Quadra-Salcedo i sobretot, Saber y ganar (1997), un concurs cultural emès des de 1997.
Va rebre el premi Ondas de 1979 per la direcció de Salomé, en versió de Terenci Moix i interpretada per Núria Espert. Fins a 2004 va ser degà dels estudis de Comunicació audiovisual de la Universitat Pompeu Fabra. El 2014 el Govern de Catalunya li va atorgar la Creu de Sant Jordi per la seva «contribució eficaç a la llengua i la cultura catalanes» i «la línia innovadora en la creació de nous formats i l'autoria i adaptació de guions de ficció». Va morir la matinada del 3 de gener de 2023 al seu domicili del barri de Sarrià de Barcelona, a l'edat de 85 anys.